# Wouauksiella naporostowa

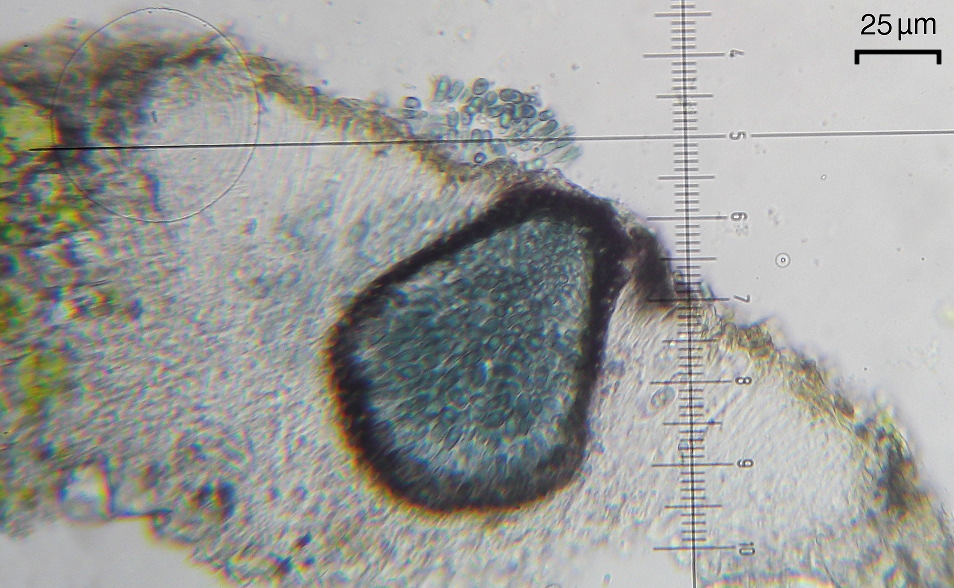
Pyknidium zanurzone w plesze porostu

Wouauxiella naporostowa (Vouauxiella lichenicola (Linds.) Petr. & Syd.) – gatunek workowców. Grzyb naporostowy.

## Systematyka i nazewnictwo
Pozycja w klasyfikacji według Index Fungorum: Incertae sedis, Incertae sedis, Incertae sedis, Incertae sedis, Pezizomycotina, Ascomycota, Fungi.
Po raz pierwszy opisał go w 1869 r. William Lauder Lindsay, nadając mu nazwę Torula lichenicola. Obecną nazwę nadali mu Franz Petrak i Hans Sydow w 1927 r. Synonimy:
- Sirothecium lichenicola (Linds.) Keissl. 1910
- Torula lichenicola Linds. 1869[3].

Polska nazwa według Wiesława Fałtynowicza.

## Morfologia
Znana jest tylko anamorfa. Tworzy kuliste, czarne, zanurzone w tkankach żywiciela lub lekko wystające z nich pyknidia o średnicy 80–120 µm. Na wierzchołku ma szeroki, prawie brodawkowaty obszarem wierzchołkowy otwierający się poprzez nieregularne pęknięcie ściany. Gruba ściana pyknidiów zbudowana jest z grubościennych, ciemnobrązowych, kanciastych komórek. Konidiofory słabo zróżnicowane, utworzone z wewnętrznej warstwy ściany pyknidiów, bladobrązowe, gładkie do brodawkowatych, czasem u nasady rozgałęzione. Komórki konidiotwórcze zazwyczaj niewiele różniące się od konidioforów, szkliste do niebieskoszarych lub brązowych, gładkie, pękające na wierzchołku z drobnym kołnierzykiem. Powstają na nich nierozgałęzione łańcuszki konidiów, z najstarszym na wierzchołku. Konidia 6,5–9 × 3–3,5 µm, cylindryczne z oboma końcami szeroko ściętymi, z wyjątkiem wierzchołkowego konidium, które ma wierzchołek zaokrąglony, bez przegród, średnio grubościenne, w młodym wieku ciemnoniebieskozielone, ostatecznie blade do średnio brązowych, gładkie do minimalnie brodawkowatych, zwykle gruboziarniste, bez peryspory lub galaretowatej otoczki.

## Występowanie i siedlisko
Szeroko rozpowszechniony w Europie i Ameryce Północnej, podano jego występowanie także w Azji i Afryce. W Polsce podano jego występowanie w kilku rejonach na plesze i owocnikach kilku gatunków porostów z rodzaju Lecanora (misecznica).